# Johan Carl Wilcke
Ne doit pas être confondu avec John Wilkes ou Charles Wilkes.
Pour les articles homonymes, voir Wilkes.
Johan Carl Wilcke (Wismar, 6 septembre 1732 – 18 avril 1796) est un physicien suédois, né d'un père qui était clerc puis second pasteur de l'église allemande de Stockholm. Ses principales contributions concernent l’électricité et la théorie du calorique. En 1762, il invente une première version de l'électrophore de Volta .

## Biographie
Wilcke est le fils aîné du pasteur du temple Saint-Georges de Wismar, Samuel Wilcke (1704–1773), et d'Anna Scheele (née en 1700), fille d'un marchand de Kolberg. Wismar, sa ville natale, était alors une enclave suédoise en Prusse. En 1739, le père devint pasteur de la communauté allemande de Stockholm, et Johan Carl suivit les cours de l'école allemande de la ville, afin de devenir à son tour pasteur. Mais lors de ses études à l'Université de Rostock, il fit la connaissance du fils d'un ami de son père, Franz Aepinus, qui partageait sa passion pour les sciences physiques. Lorsqu'en 1755 Æpinus partit pour Berlin où on lui offrait le poste d'astronome, Wilcke l'accompagna. tous deux poursuivirent leurs recherches sur l'électricité et le magnétisme, dans la voie tracée par Euler. C'est à cette époque que Wilcke traduit les « Lettres sur l’Électricité » de Benjamin Franklin. Puis en 1757 Æpinus fut appelé à Saint-Petersbourg, et Wilcke dut accepter un poste de privat-docent à Stockholm, où il devint professeur titulaire en 1770. Son traitement demeurant encore très modeste, il doit attendre 1777 pour se marier. Sa situation financière ne s'améliore qu'avec son élection au poste de Secrétaire de l’Académie royale des sciences de Suède en 1784. Depuis 1774 il était membre de la Société royale des sciences d'Uppsala et depuis 1775 de la Société royale physiographique à Lund.
Dans le domaine de l'électricité, Wilcke s'est intéressé au condensateur à lame d'air et à l'électrophore. Il découvrit la polarisation des diélectriques 60 ans avant Faraday. Dès 1766 , Beckmann rapportait une expérience de Johan Carl Wilcke, consistant à faire fondre deux billes de verre par une décharge de condensateur. Concernant la théorie du calorique, il s'attacha à la mesure des chaleurs latentes et spécifiques. Il effectua des mesures sur le champ magnétique terrestre et tenta d'analyser l'origine de phénomènes météorologiques comme la grêle, les tornades et les tempêtes.
Son frère cadet Samuel Gustav Wilcke (1736 † 1790), pasteur, se consacra à la botanique et à l'entomologie.